# Pablo Richard
Pablo Richard nasceu no Chile em 1939. Entre 1961 e 1963, estudou Filosofia em Viena (Áustria). Em 1966, obteve licenciatura em teologia pela Universidade Católica do Chile. Em 1969, obteve licenciatura em Escrituras Sagradas pelo Instituto Bíblico de Roma. Entre 1969 e 1970, esteve na Escola Bíblica de Jerusalém. Em 1973, após o golpe militar de Pinochet, se exilou na França, onde viveu até 1978. Em 1977, obteve o Título de "doutor honoris causa" pela Faculdade Livre de Teologia Protestante de Paris. Em 1978, obteve doutorado em Sociologia da Religião pela Universidade de Sorbonne em Paris. Em 1978, mudou-se para a Costa Rica, onde passou a integrar a equipe do Departamento Ecumênico de Investigações (DEI), do qual foi diretor. Foi professor de teologia na Escola Ecumênica de Ciências da Religião da Universidade Nacional da Costa Rica e foi integrante da Comissão de Estudos de História da Igreja na América Latina (CEHILA). Participou de um programa de formação permanente de Agentes de Pastoral em toda a América Latina.

## Contribuições como teólogo
É possível dividir a reflexão teológica de Pablo Richard em cinco etapas:
1. Entre 1958 e 1970: formação teológica e bíblica, na qual foi influenciado por José Comblin, pelos jesuítas: Ignace de la Potterie e Luis Alonso Schökel e pelos dominicanos Roland de Vaux e Pierre Benôit;
2. Entre 1970 e 1973: que teve como foco o processo de transição para o socialismo vivido no Chile, no qual foi um fundadores e um dos dos principais teóricos do movimento "Cristãos pelo Socialismo";
3. Entre 1973 e 1978: na qual esteve exilado na França, foi um duro tempo de reflexão e de reconstrução interior, onde investigou sobre a morte das cristandades e sobre o nascimento da Igreja a partir das Comunidades Eclesiais de Base;
4. Entre 1978 e 1989: que teve como foco a análise das relações entre fé cristã e prática política e na elaboração de uma eclesiologia a partir das comunidades eclesiais de base e da Igreja dos pobres;
5. Entre 1989 e 2003: : que teve como focos os estudos exegéticos e a leitura popular da Bíblia.

A perspectiva teológica de Richard tem elementos fundamentais: a prática da libertação, a espiritualidade e a Igreja dos pobres.
Em seus primeiros estudos, Richard buscou uma racionalidade crítica como mediação para fazer uma teologia historicamente significativa e, desse modo, encontrou a racionalidade da práxis social, cuja expressão concreta seria a racionalidade socialista, onde o cristianismo encontraria seu horizonte libertador e a sua própria verificação.
Trata-se de uma perspectiva teológica que:
1. prioriza a existência sobre a consciência e a história sobre os valores "eternos e transcendentais";
2. seria politicamente comprometida, que não se limitaria a pensar e interpretar o mundo, sem buscar a sua transformação.

Em escritos posteriores seu horizonte teológico se enriqueceu com a valorização da espiritualidade.
Defendia uma eclesiologia forjada no interior da Igreja latino-americana da década de 1980 que pretendia ser a Igreja dos pobres.
Era um profundo conhecedor da Bíblia, que estudava com os métodos histórico-críticos desde a realidade latinoamericana. Merecem destaque seus estudos sobre o Livro dos "Atos dos Apóstolos" e sobre o Apocalipse  .

### Estudo sobre o Livro dos Atos dos Apóstolos
Na obra "El movimiento de Jesús antes de la Iglesia", Richard apresentou uma interpretação libertadora do Livro dos Atos dos Apóstolos, em que descrevia um movimento do Espírito Santo, missionário e estruturado em pequenas comunidades domésticas, onde se mantinha viva a memória de Jesus, transmitida pelos apóstolos e nas quais se vivia a koinonía (comunidade de bens), a diakonía (o serviço) e a eucaristia (ação de graças).
Outros aspectos do estudo de Richard sobre Livro dos Atos dos Apóstolos são a participação das mulheres em tal movimento, a inculturação do Evangelho nas diferentes culturas e a dimensão política que contrapõe o cristianismo ao Império Romano.

### Estudo sobre o Livro do Apocalipse
Na obra "Apocalipsis", Richard apresentou o "Livro do Apocalipse" como um livro histórico e libertador que se orientaria para a reconstrução da esperança e da consciência da comunidade cristã em tempos de perseguição e em situação de caos, exclusão e opressão. Portanto, o "Livro do Apocalipse" seria um livro utópico que teria a função de transmitir aos cristãos perseguidos uma espiritualidade de resistência frente à helenização do cristianismo e à sua institucionalização autoritária e patriarcal que permitiria a construção de um mundo sem opressão e sem morte indigna. Trata-se de uma utopia que se expressaria por meio de uma rica variedade de mitos e símbolos, que teriam como objetivo mobilizar as energias da comunidade, reconstruir a consciência coletiva e a práxis social. Trata-se de uma interpretação bastante distinta das leituras fundamentalista, e neo-conservadora.

### Leitura Comunitária da Bíblia
Richard trabalhou com a formação bíblica dos Agentes de Pastoral em toda a América Latina por meio da leitura comunitária da Bíblia, que tem os seguintes princípios teóricos:
1. os espaços hermenêuticos são os seguintes: a liturgia, que foi revalorizada pelo Concílio Vaticano II; as ciências bíblicas, que tiveram um grande desenvolvimento desde o Concílio Vaticano II; e o povo de Deus;
2. o intérprete da Palavra de Deus é qualquer crente guiado pelo Espírito Santo orientado pela defesa da vida, com a ajuda das ciências bíblicas;
3. os pobres são o sujeito coletivo privilegiado da Palavra de Deus, nesse conceito de pobre estão também incluídos: os povos nativos, os afro-americanos, as mulheres, os camponeses, a juventude, os defensores do meio ambiente;
4. valorização do sentido ético, espiritual, eclesial e pastoral do texto bíblico, sem desprezar o sentido literal e o histórico;
5. a tradição e o Magistério eclesiástico estão a serviço da Palavra de Deus e não o contrário;
6. a Palavra de Deus deve ser libertada de toda opressão autoritária e fundamentalista, que se manifesta por meio do autoritarismo magisterial, que tende a sustituir a Bíblia pelas definições dogmáticas e o Catecismo; do fundamentalismo exegético, que ocorre quando o sentido literal mata o sentido espiritual; o reducionismo canônico, que limita o cânon bíblico a partir de um critério único e absoluto;
7. a Palavra de Deus é fonte de vida e esperança na transformação global da sociedade[1].

### Força ética e espiritual da teologia da libertação
Richard tentou ativar a força ética e espiritual da teologia da libertação diante do contexto de exclusão social das maiorias populares provocada pela globalização neoliberal. Trata-se de uma força ética e espiritual libertadora, que se caracteriza pela defesa da vida como valor absoluto e pela relativização da lei e das instituições. O critério de eticidade é o serviço da vida, que abrange elementos como direitos à terra para o cultivo, ao trabalho, à assistência médica, à educação, à paz, à justiça, à participação política, ao gozo e ao desfrute da vida, etc.
Trata-se de uma espiritualidade que nasce do encontro com o Deus dos pobres, da esperança e da vida, que enfrenta a idolatria do mercado.
Diante de uma globalização neoliberal que produz empobrecimento, incrementa o número de pobres, cria um abismo cada vez maior entre ricos e pobres e gera exclusão em diversos níveis (étnico, político, cívico, etc.), Richard propôs a reformulação da "opção pelos pobres", para que essa passasse a ser entendida como:
1. opção com os pobres, contra a pobreza e por uma sociedade sem pobres e sem pobreza onde todos vivam em harmonia com a natureza;
2. reconstrução da esperança e espaço para propor alternativas, os protestos contra a situação de exclusão são necessário, mas insuficientes, é necessário apresentar propostas as alternativas ao neoliberalismo, como as que sugiram no Fórum Mundial das Alternativas e no Fórum Social Mundial, como base no lema: "Outro mundo é possível".

Richard afirmava que a utopia teria um papel fundamental na construção de alternativas e que as utopias não estariam em contradição com o caráter escatológico da esperança cristã, pois acreditava que a escatologia seria um chamado para entrar em ação contra o poder da morte e da opressão do sistema, isso porque a Bíblia falaria de uma terra sem males, de um novo céu e uma nova terra, de um mundo onde não haveria pranto nem morte, de uma sociedade sem idólatras nem criminosos, de um banquete onde os pobres são convidados em primeiro lugar, o amor conjugal, etc.
Richard também defendia:
1. a renovação da Igreja que se passaria a ser uma comunidade cristã que afirmasse a opção preferencial pelos pobres e oprimidos;
2. o fortalecimento das comunidades eclesiais de base;
3. a renovação da Vida Religiosa;
4. a reformulação da Teologia da Libertação;
5. a criação de uma Espiritualidade da Vida e da Libertação;
6. a Leitura Pastoral da Bíblia.
7. a redefinição da economia e sua inserção na sociedade;
8. a deslegitimação da globalização neoliberal;
9. a globalização da esperança e da solidariedade desde los excluidos en convergencia con los movimientos de resistencia
10. a denúncia do caráter idolátrico do mercado;
11. a luta contra o comércio de armas, de drogas e de vidas humanas;
12. o fortalecimento da sociedade civil e a reconstrução da política a partir de tal sociedade.
13. o diálogo interreligioso, não para debater dogmas e as leis de cada religião, mas os grandes desafios da humanidade como a obtenção da paz, a preservação do meio ambiente, a superação da pobreza, o combate ao terrorismo, ao fundamentalismo e à idolatria;
14. recuperação da identidade originária do cristianismo a partir dos pobres do Terceiro Mundo, tendo em vista as suas origens anti-imperiais e antimilitares[1].

## Obras
- "Cristianos por el socialismo. Historia y documentación" (Sígueme, Salamanca, 1976);
- "La Biblia y la memoria de los pobres" (México, 1978);
- "Morte das Cristiandades e nascimento da Igreja. Análise histórica  e interpretaçâo teológica da Igreja na América Latina" (Paulinas, São Paulo, 1984, 2ª ed.);
- "La Iglesia latinoamericana entre el temor  y la esperanza. Apuntes teológicos para la década de los 80" (DEI, San José de Costa Rica, 1980);
- "Religión y política en América Central" (em co-autoria com Diego Irarrazaval) (DEI, San José de Costa Rica, 1981);
- "Materiales para una historia de la teología en América Latina" (editor) (DEI, San José de Costa Rica, 1981);
- "La Iglesia de los pobres en América Central" (em co-autoria com Guillermo Meléndez) (DEI, San José, 1982);
- "La fuerza espiritual de la Iglesia de los pobres" (DEI, San José de Costa Rica, 1988);
- "Apocalipsis. Reconstrucción de la esperanza" (DEI, San José de Costa Rica, 1994);
- "El movimiento de Jesús antes de la Iglesia. Una interpretación liberadora de los Hechos de los Apóstoles" (DEI, San José de Costa Rica, 1998);
- "Diez palabras clave sobre la Iglesia en América Latina" (editor) (Verbo Divino, Estella, Navarra, 2003);
- "Fuerza ética y espiritual de la teología de la liberación en el contexto de la globalización" (DEI, San José de Costa Rica, 2004)[1].